# Liste des évêques de Lombez
Liste des évêques de Lombez, en Gascogne (et dans l'actuel département du Gers).

## Moyen Âge
- 11 juillet 1317-1328 : Arnaud-Roger de Comminges
- 1328-1341 : Jacques Ier Colonna
- 1341-1348 : Antoine Ier
- 17 septembre 1348-1352 : Bertrand de Cosnac
- 1353-1360 : Roger
- 1360-1361 : Guillaume Ier
- 1361-1363 : Jean Ier de Saya
- 1363- avril 1379 : Guillaume II de Durfort-Duras
- 1379-1383 : Arnaud Ier
- 1383-1389 : Pierre Ier de Paris
- 1389-1392 : Jean II Hiltalinger de Bâle
- 1392-1413 : Pierre II Paris
- 1413-1417 : Raymond de Bretenoux
- 1417-1425 : Arnaud II de Mirepoix
- 1425-1429 : Pierre III de Foix, cardinal de Foix, seulement administrateur
- 1430-v.1455 : Gérard Garsias de Charne ou Gérard Garsias de Charno
- v.1456-v.1465 : Geraud ou Gérard II d'Aure
- 1463-1473 : Sanche Garcias (Sanche Garsie d'Aure)
- 1473-6 août 1499 : Jean III de Villiers de La Groslaye (de Bilhères de Lagraulas), cardinal de Saint-Denis

## Époque moderne
- Denis de Villiers de la Groslaye (de Bilhères de Lagraulas) 1499-1510
- Savaric d’Ornézan 1513-1528
- Bernard Ier d’Ornézan 1528-1552
- Antoine Ier Olivier de Leuville 1552-1566
- Pierre IV de Lancrau 1566-1597
- Jean IV Daffis 1597-1614
- Bernard II Daffis 1614-1628
- Jean V Daffis 1628-1657
- Vacance du siège
- Nicolas Le Maistre 1661
- Jean-Jacques Séguier de La Verrière 1662-1671
- Cosme Roger 1671-1710
- Antoine II Fagon 1712-1719
- Charles-Guillaume de Maupeou 1721-1751
- Joseph-Antoine-Jacques Richier de Cerisy 1751-1771
- Léon-François-Ferdinand de Salignac de La Mothe-Fénelon 1771-1787
- Alexandre-Henri de Chauvigny de Blot 1787-1790, dernier évêque de Lombez. Diocèse supprimé (1790).